# Ronja Aronsson
Ronja Othilia Gunilla Aronsson (Piteå, 20 dicembre 1997) è una calciatrice svedese, difensore del Vålerenga.

## Palmarès

### Club
- Campionato svedese: 1

Piteå IF: 2018

### Nazionale
- Campionato d'Europa under 19: 1

2015